# La soga
La soga (títol original en anglès Rope) és una pel·lícula estatunidenca de 1948, dirigida per Alfred Hitchcock i basada en l'obra de teatre Rope's End del dramaturg Patrick Hamilton. S'inspira lleugerament en el crim comès el 1924 per Nathan Leopold i Richard Loeb, estudiants de la Universitat de Chicago. Ha estat doblada al català.
Està rodada en temps real i muntada de tal manera que els diferents plans seqüència simulin una sola presa.

## Argument
Una tarda, una parella de joves universitaris (Phillip i Brandon) escanyen un antic company de classe (David) en el seu apartament. Després d'amagar-lo en un gran bagul de fusta reben als seus convidats, que han vingut a sopar: el pare (Sr. Kentley), la tieta (Sra. Atwater), la promesa (Janet), el millor amic (Kenneth) de la víctima, i el seu professor de Criminologia (Rupert Cadell).
Arriba l'assistenta (Sra. Wilson) per ajudar amb la festa, i en Brandon utilitzarà el bagul com a taula per al menjar.

## Repartiment
| - James Stewart: Rupert Cadell - John Dall: Brandon Shaw - Farley Granger: Phillip Morgan - Cedric Hardwicke: Sr. Kentley - Constance Collier: Sra. Atwater - Douglas Dick: Kenneth Lawrence - Edith Evanson: Sra. Wilson - Dick Hogan: David Kentley - Joan Chandler: Janet Walker |

## Tècnica
- Es tracta de la primera pel·lícula en sistema Technicolor del seu director.
- Hitchcock va fer 10 preses, d'entre 4 i 10 minuts cadascuna (la màxima longitud de cel·luloide que admetia la càmera), i les va muntar perquè semblessin un sol pla seqüència.

## Curiositats
- El cameo d'Alfred Hitchcock és un distintiu habitual de les seves pel·lícules. En aquesta, és l'home que camina pel carrer després dels crèdits inicials. El seu perfil també apareix en el minut 55 en un llum de neó vermell amb el reclam "Reduco", un producte fictici que ja va fer aparèixer en un anunci a Lifeboat, un film anterior.[3]

## Recepció
- El film va estar nominat el 1949 al Premi Edgar Allan Poe a la millor pel·lícula, i l'any 2005 als Satellite Awards (DVD clàssic més destacat).[4]

## Galeria d'actors

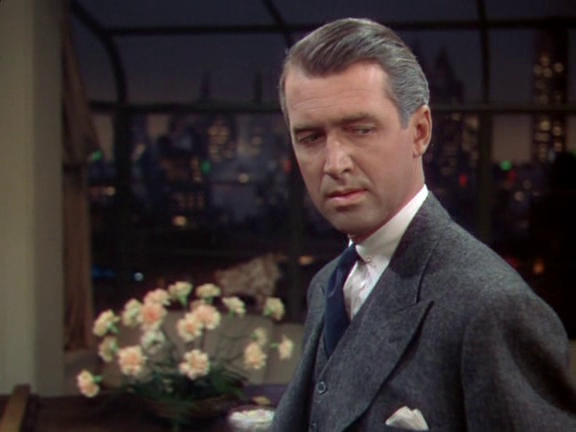
James Stewart
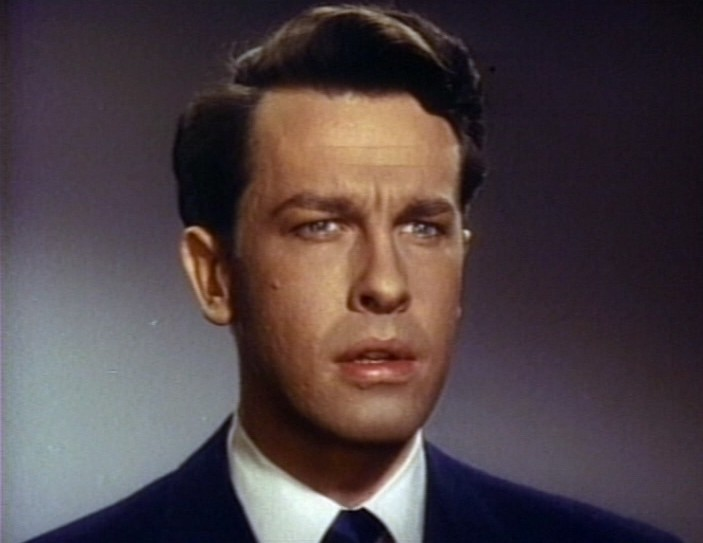
John Dall
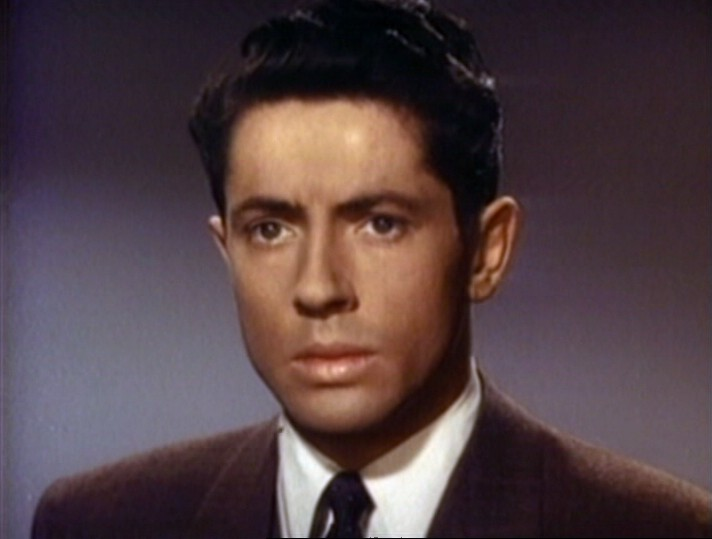
Farley Granger
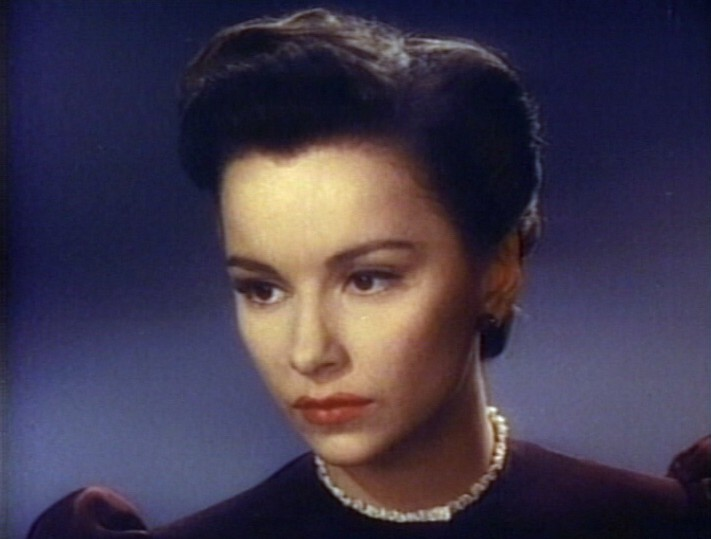
Joan Chandler

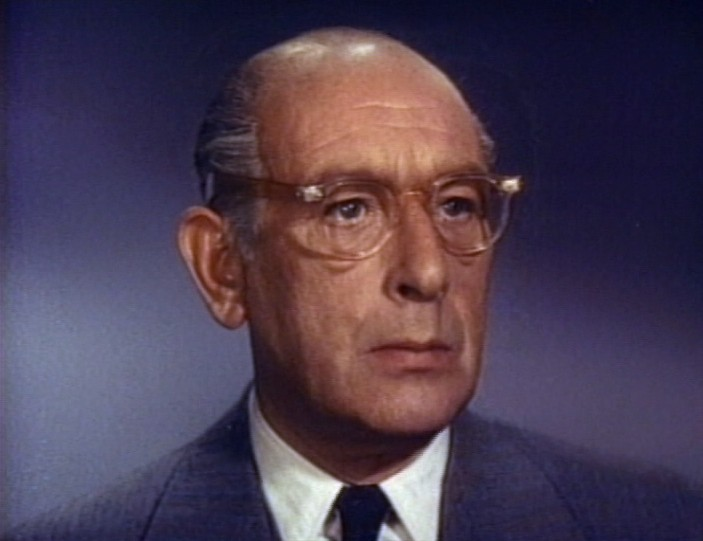
Cedric Hardwicke
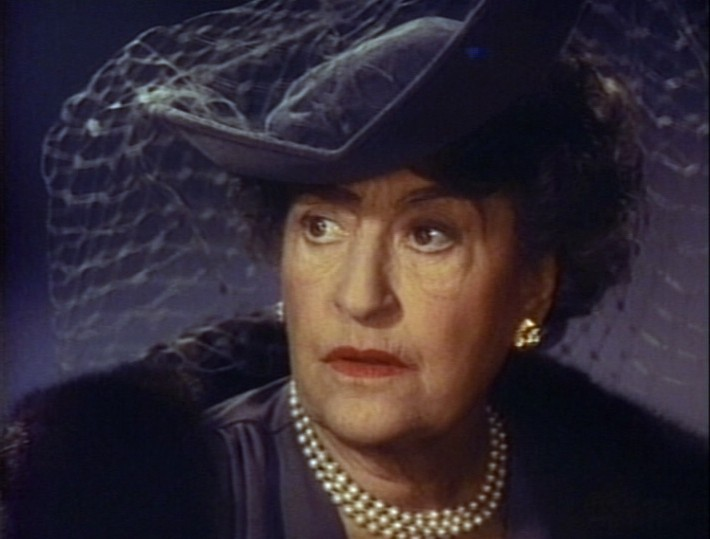
Constance Collier
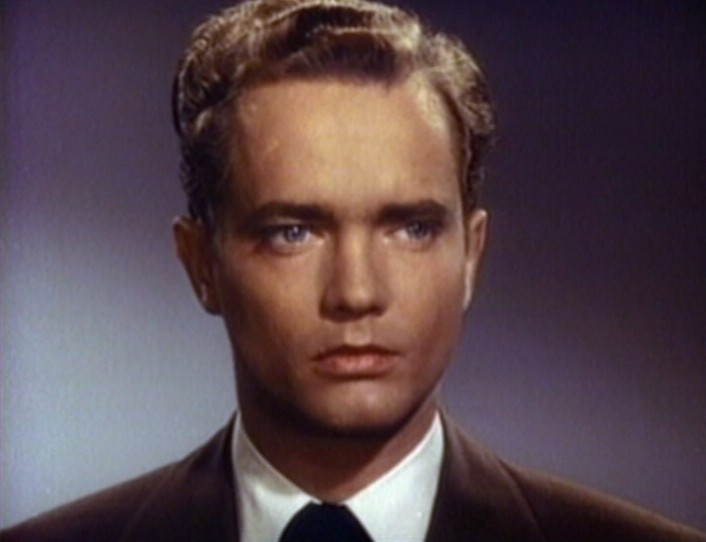
Douglas Dick
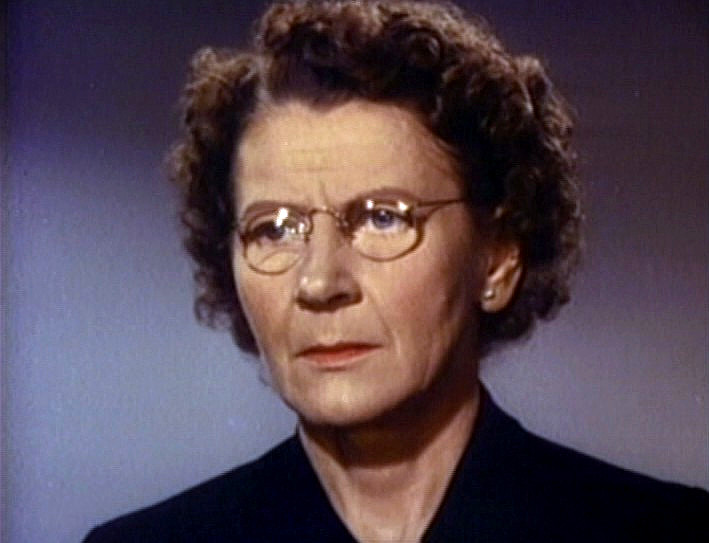
Edith Evanson